# Schloss Herrnau
Schloss Herrnau är ett slott i Österrike.   Det ligger i distriktet Salzburg Stadt och förbundslandet Salzburg, i den centrala delen av landet, 250 km väster om huvudstaden Wien. Schloss Herrnau ligger 427 meter över havet.
Terrängen runt Schloss Herrnau är varierad. Runt Schloss Herrnau är det ganska tätbefolkat, med 83 invånare per kvadratkilometer.. Närmaste större samhälle är Salzburg, 2,7 km nordväst om Schloss Herrnau. 
I omgivningarna runt Schloss Herrnau växer i huvudsak blandskog.